# Jan Leeming

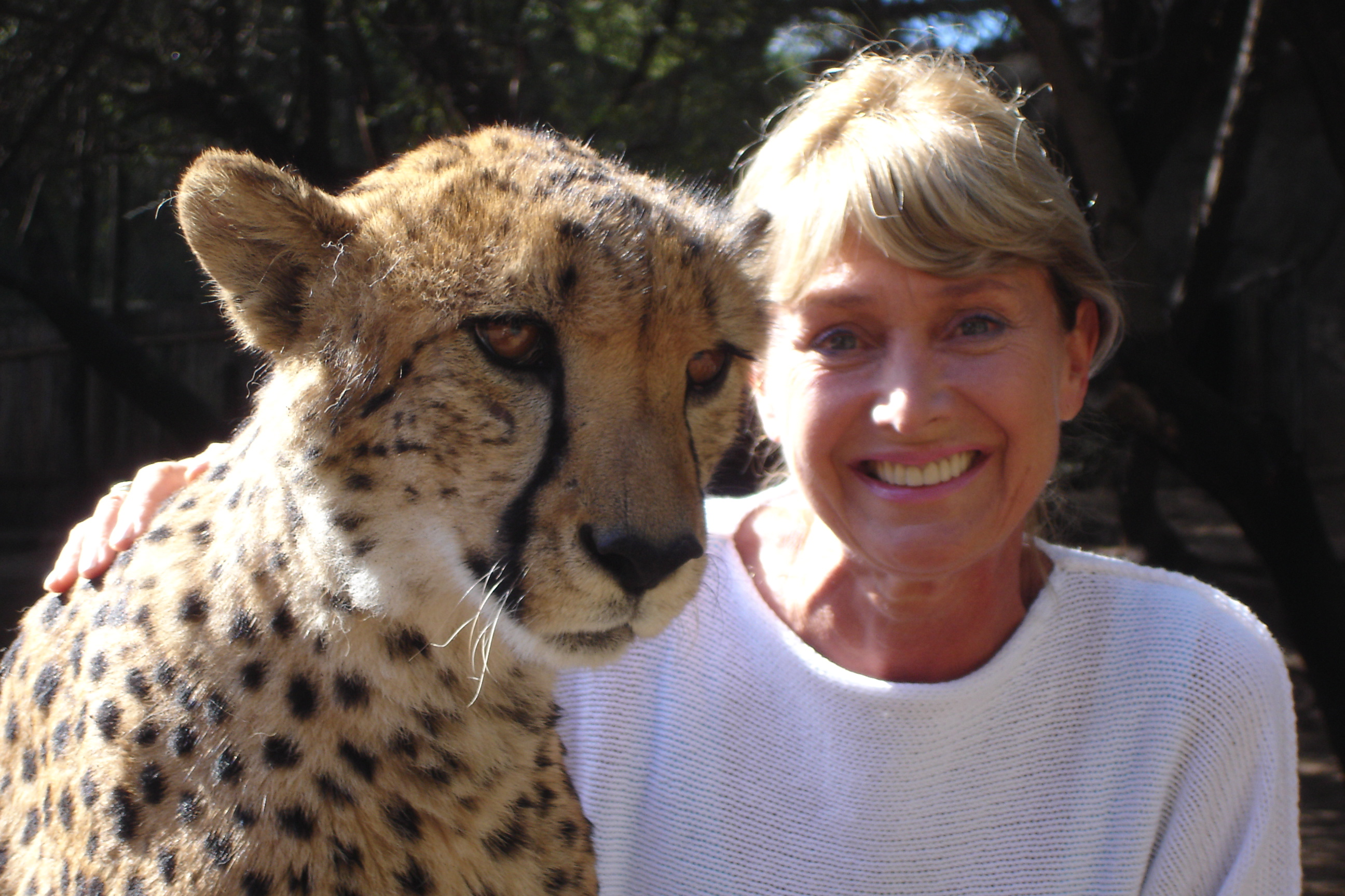
Jan Leeming

Jan Leeming (* 5. Januar 1942 in Kent als Janet Atkins) ist eine britische Fernsehmoderatorin.
In den 1970er und 1980er Jahren wurde Leeming als Moderatorin bei britischen Boulevard- und Nachrichtenmagazinen bekannt. Sie moderierte den Eurovision Song Contest 1982, bei dem die deutsche Sängerin Nicole als Siegerin hervorging.
Seit 2000 verbringt Leeming die meiste Zeit in Südafrika und engagierte sich dort bei einer Geparden-Aufzuchtstation. 2006 erschien sie noch einmal auf dem Fernsehschirm. Sie war Teilnehmerin der sechsten Staffel der ITV-Show I’m a Celebrity…Get Me Out of Here! Hier erreichte sie nach 19 Tagen den sechsten Platz.
Jan Leeming heiratete fünfmal; ihren Künstlernamen entlieh sie einer ihrer Jugendlieben.